# Thomas Munro (historien de l'art)
Pour les articles homonymes, voir Munro (homonymie).
Thomas Munro (15 février 1897 à Omaha, Nebraska - 14 avril 1974 à Sarasota, Floride) est un philosophe américain de l'art et professeur d'histoire de l'art à l'Université Case Western Reserve. 

## Biographie
Thomas Munro fait ses études au Amherst College (BA 1916) et à l'Université Columbia (MA 1917), où il est influencé par le philosophe et éducateur John Dewey. Il sert comme sergent auprès des services psychologiques de l'Army Medical Corps avant de retourner à Columbia pour obtenir son doctorat.
Il est professeur invité d'art moderne à l'Université de Pennsylvanie (1924-1927, membre de la faculté de philosophie de l'Université Rutgers (1928-1931), fondateur en 1942 de l'American Society for Aesthetics et rédacteur (1945-1964) du Journal of Aesthetics and Art Criticism. Il est aussi conservateur pour l'éducation au Cleveland Museum of Art pendant 36 ans (1931-1967).